# Чонголь
Чонголь (кор. 전골, Ichŏnkol, jeongol) — категория искусно приготовленного тушёного мяса или запеканки. Он похож на категорию корейского тушёного мяса ччигэ (кор. 찌개), с главным отличием от ччигэ в том, что он сделан только из основных ингредиентов и само его название ставится после названия ингредиентов, например, кимчхи ччигэ или сундубу ччигэ, в то время как чонголь содержит в себе разнообразие главных ингредиентов. Ещё одно отличие заключается в том, что чонголь, как и куджольпхан, первоначально был блюдом высших слоёв корейского общества и членов королевского двора, тогда как ччигэ был обычным блюдом для простых людей.

## История
По данным книги времён династии Чосон Мангуксамульгивон Ёкса (кор. 만국사물기원역사?, 萬國事物紀原歷史?; «История различных вещей со всего мира»), чонголь появился в древние времена, когда солдаты готовили свою пищу в железных шлемах во время войны из-за нехватки посуды или её отсутствия. В других документах того периода, в таком как Кёндо Джапчи (кор. 경도잡지?, 京都雜志?), упоминается, что чонголь приготавливался в сосуде, называемый чоллиптху (кор. 전립투; солдатская шляпа), который имел сходство с солдатским шлемом. В корейской поваренной книге Сиыйчонсо (кор. 시의전서?, 是議全書?) говорится, что тонко нарезанные ломтики высушенной говядины готовились в горшке, посыпались порошком из сосновых орехов, иногда приготавливались вместе с бамбуковыми побегами, молодыми осьминогами, устрицами.

## Рецепт
Чонголь обычно содержит ломтики нарезанной говядины или морепродукты, овощи, грибы, или другие приправы, которые сварены с небольшим количеством бульона чонгольтхыль (кор. 전골틀; горшок используют для готовки чонголя). Они также могут включать манду (кор. 만두; клёцки). Некоторые чонголи являются пряными, содержащими добавленные специи кочхуджан или красный перец, хотя эти ингредиенты необязательны. Вариация бульонов зависит от типа приготовленного чонголя.

## Разновидности
- Синсолло (신선로) — вариант чонголя, прежде подававшийся на стол корейского королевского двора[3]
- Хэмуль чонголь (해물전골) — готовится с морепродуктами[3]
- Накчи чонголь (낙지전골) — готовится с маленьким осьминогом[3]
- Согоги чонголь (소고기전골) — готовится с говядиной, но без морепродуктов[3]
- Манду чонголь (만두전골) — готовится с манду (клёцками)[4][5][6]
- Тубу чонголь (두부전골) — готовится с тофу[3]
- Посот чонголь (버섯전골) — готовится с грибами[3]
- Копчхан чонголь (곱창전골) — готовится с субпродуктами из говядины[3]
- Каксэк чонголь (각색전골) — готовится из различных ингредиентов[7].